# 鳥羽シーサイドホテル
鳥羽シーサイドホテル（とばシーサイドホテル、英名：TOBA SEASIDE HOTEL ）は三重県鳥羽市にあるリゾートホテル、および同ホテルを運営する企業（鳥羽シーサイドホテル株式会社）。近鉄グループに属し、三重交通グループホールディングスの連結子会社である。

## 概要
地上14階・地下1階建てのホテルは、本館の望館、新館の汀館・岬亭の3棟からなる。211の客室、1141人収容というホテルの規模は鳥羽市最大である。館内随所から鳥羽湾の風景が見えるよう設計されており、温泉を有することから「湯めぐり海百景」の商標を2008年1月22日に出願し同年12月19日に登録され、キャッチコピーにしている。
年間宿泊者数は20万人で、個人客と団体客の比率は55:45であり、バブル崩壊以後、団体客の比率が低下する傾向にある。
全国理容生活衛生同業組合連合会の指定旅館、三重県立伊勢高等学校同窓会協賛企業である。

## 沿革
1971年（昭和46年）7月17日に三重交通グループ（現・三重交通グループホールディングス）の三交興業が69室・317名収容の「鳥羽シーサイドホテル」を開業する。三重交通グループのホテル業進出第1号がこのホテルである。事業は軌道に乗り、1973年（昭和48年）9月には増築を行い、109室・520人収容と鳥羽地方最大規模の宿泊施設となった。
その後、数回新館建設を行って客室数を増加させ、1999年（平成11年）に三交興業から分社し、ホテルと同名の株式会社となる。
2002年（平成14年）、顧客ニーズに応えるため地下1,800mより温泉を掘削したが、現在は使われていない。

## 特徴
新館は1996年（平成8年）竣工。東畑建築事務所の設計、大日本土木・日本土建JVの施工による。1998年（平成10年）に三重県建築賞会長賞を受賞している。幅広い世代のニーズや省力化へ応えるホテルとして造られたもので、以前の和風イメージに洋風のイメージを付加した。新館建設プロジェクトの目玉として設けられた、「天空のプロムナード」は、空模様の時間変化（夜には星空、昼は青空）を反映する天井である。

## 温泉
- 榊原温泉（七栗の湯）を引湯している[16]。
- かつては自家源泉「鳥羽シーサイド温泉（さらさ）」を持っていた[注釈 1]。

## 周辺
周辺は安楽島（あらしま）地区旅館街で、大小のホテル・旅館に加え、企業の保養所もある。
付近にある観光地
- 安楽島海水浴場
- 鳥羽中央公園
- 鳥羽水族館
- ミキモト真珠島

## その他
- 眺望の点で優れているため、屋上に中京テレビ放送および三重県のライブカメラを設置しており、東海地方のニュースでこの屋上からの映像が放映されている。